# Iglesia de San Martín (Romañá de la Selva)

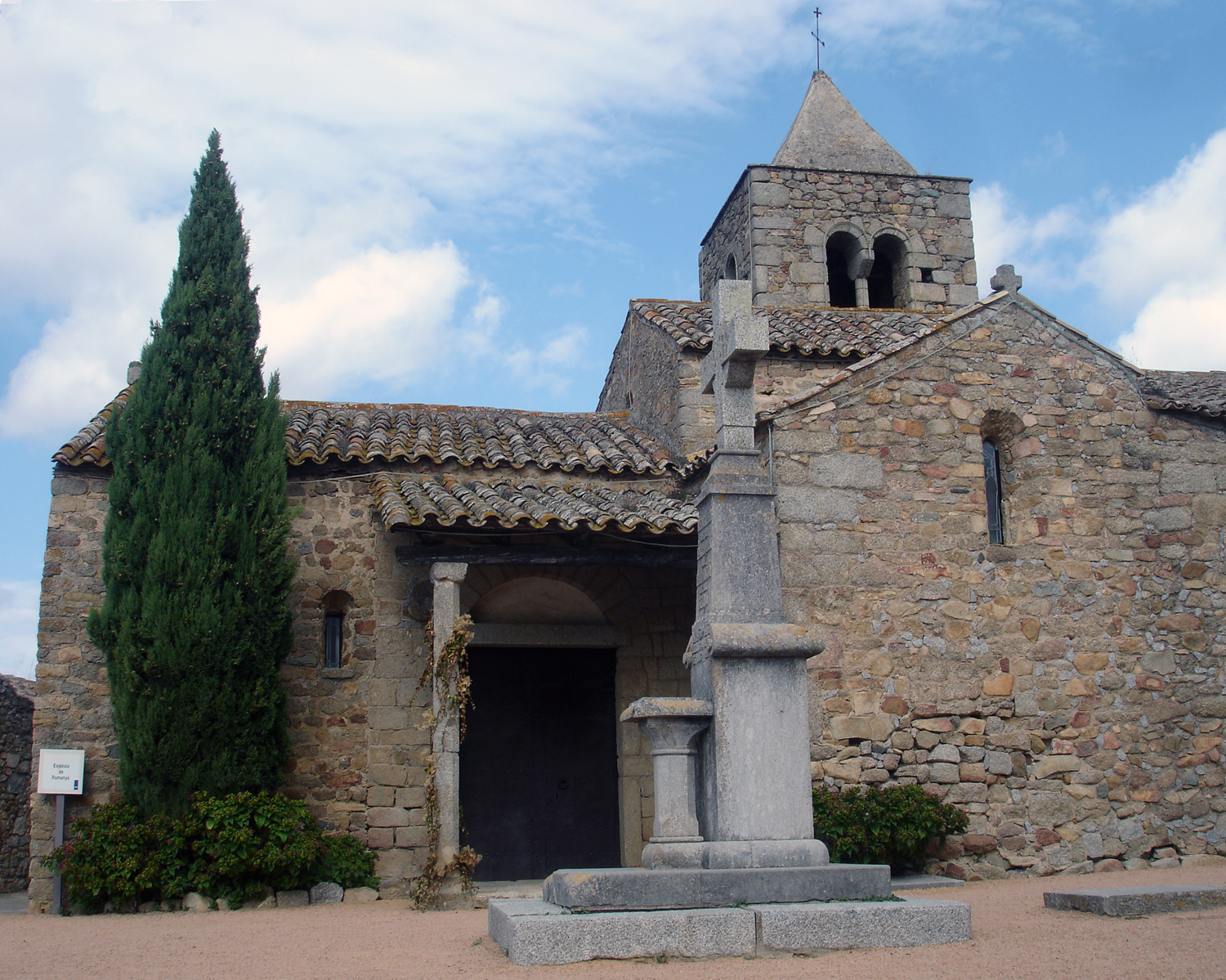
Iglesia de Sant Martí de Romanyà.

Plano de la iglesia.

La iglesia de Sant Martí de Romanyà es la parroquial de la entidad de población de Romanyá de la Selva perteneciente al municipio de Santa Cristina de Aro desde 1840 en la comarca catalana del Bajo Ampurdán. Está bajo la advocación de San Martín de Tours.

## Edificio
El edificio que acoge la iglesia parroquial, es un inmueble de estilo del primer románico de los siglos X y XI, consagrada en el año 1019. Con planta de cruz griega, el ábside es trapezoidal se encuentra al lado de levante y las cubiertas de bóveda de cañón están reforzadas con arcos de herradura. A la intersección de los brazos del transepto se levanta una estructura pseudocupular, mucho más elevada que el resto de los espacios, lo que hace sobresalir este crucero por encima de los brazos de la nave. A pesar de que es considerada como una construcción prerrománico, tiene elementos del románico pleno, como las ventanas de doble derrame.
Como elemento posterior, se encuentra el campanario, de un estilo románico más evolucionado. Se trata de una torre cuadrada de un solo piso con ventanas geminadas de columnilla y capitel, sin decoración. Se construyó anexionándolo a la nave central, en parte sobre el brazo norte del crucero. Se data entre los siglos XI y XII, con un añadido piramidal en la cúspide de época más moderna.
En 1312 se instaló el sepulcro del rector Ponç de Pla. En una cronología similar al campanario se añadió una sacristía en el brazo sur del crucero que desfigura la forma original del ábside y en 1680 se terminó la capilla situada en el lado derecho al mediodía.

## Habitantes de la parroquia
Desde 1057, el término de la parroquia era de gran utilidad para situar los bienes y tierras de los dominios de los señores laicos y eclesiásticos; a parte del Monasterio de San Feliu de Guixols, en 1067 Bonfill Donuç también tenía maíz en San Martín de Romanyà. Entre los siglos XIII y XIV se tiene referencia de más señores, como el abad de Sant Feliu de Gerona, los rectores de los altares de Santa María, San Benet y la pavordía de la seo de Gerona, el monasterio de San Miguel de Cruilles y los señores de los castillos de Monells y Cruilles. Gracias a los documentos de los señores, se pudieron constatar una veintena de los masos más antiguos de la parroquia, de los cuales, a finales de la Edad Media, el número de masos habitados se redujo a catorce.
Los habitantes de los masos mantenieron la actividad económica, tanto del entorno como de la misma parroquia puesto que no se limitaban a pedir sepultura al cementerio parroquial, donde todavía se conservan dos lápidas, sino que además participaban con donaciones en las misas y contribuían en la gestión de la parroquia.

## Anexos
Al lado del templo, se sitúan la rectoría y el cementerio parroquial. El cementerio fue clausurado en 1911, por razones higiénicas y trasladado a las afueras de la población. Por otro lado, la rectoría fue desafectada a mediados del siglo XX.